# Bischheim
Bischheim es una comuna y localidad de Francia del departamento del Bajo Rin (Bas-Rhin), en la región de Alsacia.
Está integrada en la Comunidad urbana de Estrasburgo.

## Historia

Escudo de armas histórico de la villa de Bischheim hasta el

El 19 de septiembre de 1552, el emperador Carlos V del Sacro Imperio Romano pernocta en las dependencias del burgomaestre de Bischheim "para no pasar la noche en esa comuna de herejes" (en referencia a Estrasburgo).

## Demografía
| 1 423 | 1 859 | 1 822 | 2 088 | 2 692 | 2 718 | 2 929 | 3 137 | 3 190 | 3 401 | 3 624 | 3 860 | 4 112 | 4 931 | 5 340 | 6 045 | 6 722 | 7 764 | 9 012 | 9 865 | 9 635 | 10 240 | 10 955 | 11 287 | 10 740 | 11 430 | 12 355 | 14 383 | 14 985 | 16 215 | 16 308 | 16 763 | 17 739 |
| Para los censos de 1962 a 1999 la población legal corresponde a la población sin duplicidades (Fuente: INSEE [Consultar]) |       |       |       |       |       |       |       |       |       |       |       |       |       |       |       |       |       |       |       |       |        |        |        |        |        |        |        |        |        |        |        |        |